# Toyoda Soemu

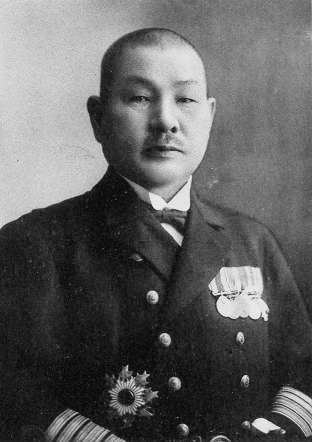
Admiral Toyoda

Toyoda Soemu, jap. 豊田 副武, (* 22. Mai 1885 in der Präfektur Ōita, Japan; † 22. September 1957 in Tōkyō) war der Oberbefehlshaber der Kombinierten Flotte Japans (聯合艦隊, Rengō Kantai) im Zweiten Weltkrieg.

## Leben

### Beginn der Karriere
1905 (Meiji 38) absolvierte er die Marineschule. In seiner Dienstzeit als Marineoffizier hielt er sich auch in England auf und wurde dort von der britischen Marine speziell geschult. Kurz vor Ausbruch des Pazifikkrieges war er Chef des Marinehauptverwaltungsamtes und wurde im Anschluss daran Chef des Marinestützpunktes in Kure in Hiroshima.

### Admiral und Oberbefehlshaber
Während des Zweiten Japanisch-Chinesischen Kriegs übernahm Toyoda als Vizeadmiral am 20. Oktober 1937 den Oberbefehl über die 4. Flotte um die Armee an der Nordküste Chinas zu unterstützen. Er bekleidete das Amt bis zum 15. November 1938.
Dem Krieg gegen die Vereinigten Staaten stand er ablehnend gegenüber, wie Großadmiral Yamamoto Isoroku und auch Admiral Itō Seiichi. Als sich das Kabinett Tōjō im Jahre 1941 formierte, galt Toyoda als Kandidat für das Marineministerium, aber Shimada Shigetarō wurde der Vorzug gegeben.
Im Mai des Jahres 1944 wurde Toyoda Oberbefehlshaber der Vereinigten Flotte als Nachfolger von Admiral Koga Mineichi, der bei einem Flugzeugabsturz im März 1944 ums Leben kam. Daraufhin führte er das Oberkommando in der Marianen- und Philippinen-Seeschlacht. Seine geniale, aber auch komplexe Strategie erwies sich als großer Fehlschlag, da er die Flotten zersplittern musste und ein kombinierter Angriff sich als nicht möglich erwies. Er handelte damit in der Tradition der japanischen Marine, die komplexe Strategien bevorzugte. So wurden die kleinen Flotten jeweils nacheinander von überlegenen amerikanischen Flotten zerschlagen. Ein weiterer gewichtiger Faktor war die zu frühe Entdeckung seiner Flotten durch U-Boote, die den Japanern schon vor der eigentlichen Schlacht empfindliche Verluste bescherte. Ein weiterer Fehler war das indirekte Führen von solch großen Verbänden vom „grünen Tisch“ in Tōkyō aus. Er unterschätzte zu diesem Zeitpunkt die alliierte Luft- und Seemacht, die er mit fast der gesamten Flotte Japans ad hoc brechen wollte.
Nach diesen Schlachten hatte er einen Großteil der Flotte verloren, und der restliche Teil war fast nicht mehr einsatzbereit. Von diesem Zeitpunkt an wurden keine größeren Flottenoperationen durchgeführt, da man die Schiffe nicht mehr instand setzen konnte, der Treibstoff fehlte und die nötige Sicherung aus der Luft nicht mehr gegeben war.
In der Schlacht um Okinawa ordnete er den selbstmörderischen letzten Einsatz des letzten einsatzbereiten Schlachtschiffs, der Yamato, an, die das größte je gebaute Schlachtschiff war. Dabei handelt es sich um den größten Kamikazeeinsatz der Weltgeschichte. Dessen Ergebnisse waren die Vernichtung des Schlachtschiffes, eines begleitenden Kreuzers und des Großteils der Besatzungen, jedoch nicht das Brechen des amerikanischen Widerstands, da das Schiff vor dem Erreichen Okinawas schon von Flugzeugen versenkt worden war. Mit dem Tod des Befehlshabers dieser Kampfgruppe, Admiral Itō, verlor die japanische Flotte vollständig ihre operative Basis. Selbst die Verluste an amerikanischen Trägerflugzeugen waren bei diesem Abwehrkampf verschwindend gering, wenn man bedenkt, dass die Yamato die stärkste Flakbewaffnung weltweit besessen hatte. Unter dem Strich war dieser letzte Einsatz von japanischen Großkampfschiffen vollkommen sinnlos gewesen.
Nachdem er den Oberbefehl der Kombinierten Flotte an Admiral Ozawa Jisaburō abgegeben hatte, war Toyoda vom Mai 1945 bis zum Kriegsende Admiralstabschef. In dieser Funktion setzte sich Toyoda mit Heeresminister Anami Korechika und Generalstabschef Umezu Yoshijirō in der Verbindungskonferenz für die Fortsetzung des Krieges ein, da sie hofften, dass die japanischen Truppen den alliierten Streitkräften eine empfindliche Niederlage auf japanischem Boden beibringen würden und dies zu einem akzeptablen Frieden führen könnte.

### Kriegsende und Tod
Nach dem Krieg entging er der Anklage vor dem Internationalen Kriegstribunal für den Fernen Osten, obwohl er ins Sugamo-Gefängnis verbracht worden war. Unabhängig davon wurde er vor ein Alliiertes Militärgericht geladen und in allen Anklagepunkten für unschuldig befunden.
Im Jahre 1950 veröffentlichte er seine Memoiren und starb 1957 mit 72 Jahren an einem Herzinfarkt.

## Verweis
Toyoda Soemu darf nicht verwechselt werden mit dem Admiral Toyoda Teijirō (1885–1961), der 1941 in der Nachfolge Matsuoka Yōsukes Außenminister im dritten Kabinett Konoe wurde. Toyoda Teijirō war 1940 Vize-Marineminister neben Marineminister Oikawa, im Jahre 1941 Handelsminister im zweiten Kabinett Konoe und schließlich Außenminister. Im Kabinett Suzuki 1945 war Toyoda Minister für Rüstung, Transport und Kommunikation.